# Pseudojuloides erythrops
Pseudojuloides erythrops là một loài cá biển thuộc chi Pseudojuloides trong họ Cá bàng chài. Loài này được mô tả lần đầu tiên vào năm 1981.

## Từ nguyên
Trong tiếng Hy Lạp, từ định danh erythrops của loài này có nghĩa là "mắt đỏ" (erythros: "màu đỏ" + ops: "mắt"), hàm ý đề cập đến màu mắt đỏ ở cá đực và cá cái.

## Phạm vi phân bố và môi trường sống
P. erythrops có phạm vi phân bố ở Tây Nam Ấn Độ Dương. Loài này hiện chỉ được ghi nhận tại vùng biển ngoài khơi Mauritius và Seychelles.
P. erythrops sống gần các rạn san hô trên nền đáy cát và đá vụn ở độ sâu trong khoảng từ 50 đến 60 m.

## Mô tả
P. erythrops có chiều dài cơ thể tối đa được ghi nhận là 10 cm. Chúng là loài dị hình giới tính và có thể là một loài lưỡng tính tiền nữ.
Cá đực: đầu và thân trước có màu xanh đen với nhiều đốm màu xanh lam ở gáy, ngực và bụng. Có hai dải màu xanh lam trên đầu. Thân trên màu xanh lục sẫm, thân dưới màu trắng, được chia tách bởi một dải sọc lam. Vây lưng màu lục sẫm và có dải màu lam sẫm dọc theo gốc vây; vây hậu môn màu vàng lục; cả hai đều có một với một dải màu xanh lam sẫm viền ở rìa và một dải đen cận rìa. Vây đuôi đen ở hai thùy; giữa vây có màu vàng nhạt. Vây ngực trong suốt; tia vây trắng. Vây bụng có các vây tia màu vàng nhạt. Mống mắt màu đỏ với vòng xanh.
Cá cái có nửa thân trên màu đỏ da cam phớt vàng, chuyển sang màu vàng nhạt ở hai bên lườn và thân dưới, phớt hồng ở bụng và chuyển sang trắng ở ngực. Mõm có màu tím nhạt. Vây lưng và vây hậu môn trong suốt với các gai và tia màu vàng. Các vây còn lại màu trắng nhạt. Mống mắt màu đỏ.
Số gai ở vây lưng: 9; Số tia vây ở vây lưng: 11; Số gai ở vây hậu môn: 3; Số tia vây ở vây hậu môn: 12; Số tia vây ở vây ngực: 13; Số gai ở vây bụng: 1; Số tia vây ở vây bụng: 5.

### Trích dẫn
- "A Revision of the Labrid Fish Genus Pseudojuloides, with Descriptions of Five New Species" (PDF). Pacific Science. Quyển 35 số 1. 1981. tr. 51–74. {{Chú thích tạp chí}}: Đã bỏ qua tham số không rõ |authors= (trợ giúp)